# Сюй, Аманда
Ама́нда Сюй (англ. Amanda Hsu, кит. трад. 徐詩妍, пиньинь Xú Shīyán, палл. Сюй Шия́нь; род. 4 января 2005, Нью-Йорк, США) — тайваньская фигуристка, выступающая в одиночном катании. Двукратный серебряный призёр чемпионата Тайваня (2023, 2024), участница чемпионата четырёх континентов (2024).

## Биография
Родилась 4 января 2005 года в Нью-Йорке, США. Проживает в Уиппани, Нью-Джерси. Вне льда интересуется лыжным спортом, хоккеем, теннисом,  Формулой-1, практикует дневной сон, любит гулять с друзьями и путешествовать.
Начала заниматься фигурным катанием в 2014 году. Её тренируют Алексей Быченко, Сюй Минвэнь и Кей Барсделл в Хакенсаке, Нью-Джерси. Ранее одним из её наставников был Геннадий Красницкий. Над хореографией и постановкой программ работает совместно с Ниной Петренко.
В сезоне 2018/19 заняла пятое место юниорского чемпионата Тайваня, а в следующем сезоне финишировала четвёртой. В 2022 году стала четвёртой в юниорской категории Международных игр Рейкьявика.
В сезоне 2022/23 перешла во взрослое катание. В дебютном взрослом сезоне завоевала серебро чемпионата Тайваня, на котором первенствовала Дин Цзыхань. На международном льду стала двадцать четвёртой на челленджере Finlandia Trophy и привезла бронзу с Mexico Cup.

## Программы
| Сезон   | Короткая программа | Произвольная программа                                    |
| ------- | --- | --------------------------------------------------------- |
| 2023/24 | - «Мой ласковый и нежный зверь» Евгений Дога в исполнении Кэтэлины Карауш                                                | - «Coeur Volant» Говард Шор, Zaz                          |
| 2022/23 | - «Мой ласковый и нежный зверь» Евгений Дога в исполнении Кэтэлины Карауш - «Perfect» Эд Ширан в исполнении Эммы Хестерс | - «Coeur Volant» Говард Шор, Zaz                          |
| 2021/22 | - «Dance for me Wallis» «The Cheek of Night» «Forbidden Love» Абель Коженёвский                                          | - «Come, Gentle Night» «Forbidden Love» Абель Коженёвский |

## Результаты
CS: Challenger Series
| Соревнования                | 18/19         | 19/20         | 20/21         | 21/22         | 22/23         | 23/24         |
| Международные               | Международные | Международные | Международные | Международные | Международные | Международные |
| --------------------------- | ------------- | ------------- | ------------- | ------------- | ------------- | ------------- |
| Четыре континента           |               |               |               |               |               | 24            |
| CS Finlandia Trophy         |               |               |               |               | 24            |               |
| CS Autumn Classic           |               |               |               |               |               | 12            |
| Trophée Métropole Nice      |               |               |               |               |               | 9             |
| Asian Open Trophy           |               |               |               |               |               | 6             |
| Tayside Trophy              |               |               |               |               |               | 6             |
| Cranberry Cup Int'l         |               |               |               |               | 15            | 17            |
| Tallinn Trophy              |               |               |               |               | 15            |               |
| Philadelphia Summer Int'l   |               |               |               |               | 9             |               |
| Mexico Cup                  |               |               |               |               | 3             |               |
| Международные среди юниоров |               |               |               |               |               |               |
| Reykjavik Int'l Games       |               |               |               | 4             |               |               |
| Национальные                |               |               |               |               |               |               |
| Чемпионат Тайваня           |               |               |               |               | 2             | 2             |
| Чемпионат Тайваня — юн.     | 5             | 4             |               |               |               |               |